# Octoblepharum tatei
Octoblepharum tatei là một loài rêu trong họ Octoblepharaceae. Loài này được (R.S. Williams) E.B. Bartram mô tả khoa học đầu tiên năm 1960.